# 新潟リハビリテーション大学
新潟リハビリテーション大学（にいがたリハビリテーションだいがく、英語: Niigata University of Rehabilitation）は、新潟県村上市上の山2-16に本部を置く日本の私立大学。1994年創立、2007年大学設置。
設置者は学校法人北都健勝学園。医療学部・リハビリテーション学科の中に、理学療法学専攻・作業療法学専攻・言語聴覚学専攻・リハビリテーション心理学専攻が設置されている。メンタリストのDaiGoが特任教授を務めていたこともある。

## 沿革
| 年   | 事 項 |
| ---- | --- |
| 1994 | 学校法人北都健勝学園寄附行為認可 新潟リハビリテーション専門学校の設置認可 |
| 1995 | 新潟リハビリテーション専門学校開校 理学療法学科 作業療法学科 言語療法学科 |
| 1997 | 上海中医薬大学「学術交流についての協定書」調印 北京中日友好医院と「友好交流についての協定書」調印                                                                                           |
| 2000 | 新潟リハビリテーション専門学校 鍼灸療法学科増設 |
| 2001 | 上海中医薬大学国際教育学院と「学術友好交流協定書」調印 |
| 2007 | 新潟リハビリテーション大学院大学 文部科学省認可 新潟リハビリテーション大学院大学開学 リハビリテーション研究科 リハビリテーション医療学専攻                                                  |
| 2009 | 新潟リハビリテーション大学 文部科学省認可 新潟リハビリテーション専門学校学生募集停止 |
| 2010 | 新潟リハビリテーション大学開学 医療学部 リハビリテーション学科 言語聴覚学専攻 理学療法学専攻 新潟リハビリテーション大学院大学は新潟リハビリテーション大学大学院へ改称                       |
| 2011 | 新潟リハビリテーションクリニックを開院 |
| 2013 | 新潟リハビリテーション専門学校閉校 新潟リハビリテーション大学医療学部に作業療法学専攻を開設                                                                                                 |
| 2016 | 新潟リハビリテーション大学医療学部にリハビリテーション心理学専攻を開設 新潟リハビリテーション大学大学院リハビリテーション研究科リハビリテーション医療学専攻の東京サテライトキャンパスを開設 |

## 組織構成

### 学部
- 医療学部
  - リハビリテーション学科
    - 理学療法学専攻
    - 作業療法学専攻
    - リハビリテーション心理学専攻
    - 言語聴覚学専攻（平成30年度より募集していない）

## 大学院
- リハビリテーション研究科（修士課程）
  - リハビリテーション医療学専攻
    - 摂食・嚥下障害コース
    - 高次脳機能障害コース　（東京サテライトキャンパスあり）
    - 運動機能科学コース　　（東京サテライトキャンパスあり）
    - 心の健康科学コース
    - 言語聴覚障害コース

## 系列校
- 新潟看護医療専門学校
- 新潟看護医療専門学校村上校

## 対外関係

### 他大学との協定

#### 国内大学
- 放送大学[1]

## 公式サイト
- 新潟リハビリテーション大学